# Малый Гаккель (остров)
Остров Малый Гаккель — небольшой остров в западной части залива Китовый на юго-западе залива Петра Великого, находится в 0,85 км к югу от мыса Молот в Хасанском районе Приморского края.

## География
Остров вытянут с севера на юг на 160 м при максимальной ширине около 60 м. Протяжённость береговой линии 0,39 км. Берега скалисты и обрывисты. Покрыт травой, кустарничками и несколькими кустарниками на вершине. Источников пресной воды нет. Южный мыс острова представляет собой высокую и длинную галечниковую и валунную косу, дальше на юг, в сторону Большого Гаккеля, примерно на 80 м тянутся скалы и подводные камни.